# Église Saint-Martin de Mont-Saint-Martin (Ardennes)
Pour les articles homonymes, voir Église Saint-Martin de Mont-Saint-Martin.
L'église Saint-Martin est une église située à Mont-Saint-Martin, dans les Ardennes, en France.

## Description
L'édifice a une nef unique (pas de bas-côtés) de trois travées, un transept et un chœur à cinq pans,. La nef, le transept et le chœur  ont un plafond voûté, sur croisée d'ogives. Les nervures des voutes retombent en pénétration dans les supports. Les chapiteaux sont ornés de grappes de raisin, de blé et de rinceaux,. Dans le chœur et dans le bras sud du transept, il faut mettre en exergue deux piscines de style flamboyant. On trouve aussi à l'intérieur de l'église une statue en pierre du Christ aux liens, représenté assis. Le sanctuaire comporte un bas-relief représentant un couple agenouillé.

## Localisation
L'église est située dans le département français des Ardennes, sur la commune de Mont-Saint-Martin, rue Maubière (parallèle à la rue des Monts), à mi-chemin de la côte.

## Historique
L'édifice date du XVIe siècle. Il est inscrit en 1926 au titre des monuments historiques.